# Fokale neurologiske tegn
Fokale neurologiske tegn også kendt som fokale neurologiske mangler eller fokale CNS-tegn er forringelse af nerve, rygmarv og hjerne-funktion der påvirker specifikke regioner i kroppen, eksempelvis svaghed i venstre arm, højre ben, parese eller paralyse.
Fokale neurologiske mangler kan skyldes en bred vifte af medicinske lidelser, såsom hovedskader, tumorer eller slagtilfælde; eller andre forskellige sygdomme såsom meningitis eller encefalitis eller som en virkning til medikamenter såsom dem brugt i anæstesi.